# روی گریس
روی گریس (انگلیسی: Roy Greaves؛ ۴ آوریل ۱۹۴۷ – ۱۲ اوت ۲۰۲۴) بازیکن فوتبال اهل بریتانیا بود.
از باشگاه‌هایی که وی در آنها بازی کرده‌است، می‌توان به باشگاه فوتبال روچدیل و باشگاه فوتبال بولتون واندررز اشاره کرد.